# Nien-fo
Nien-fo (čínsky: 念佛, niànfó; japonsky: 念仏, nembutsu; korejsky: 염불, yeombul; vietnamsky: niệm Phật) je termín důležitý pro buddhismus Čisté země. Tento termín obecně označuje meditační praxi opakování jména buddhy, nejčastěji Amitábhy, ale i jiných buddhů. Nejstarší známá zmínka o této praxi pochází z Pratyutpanna Samádhi Sútry.

## Původ termínu

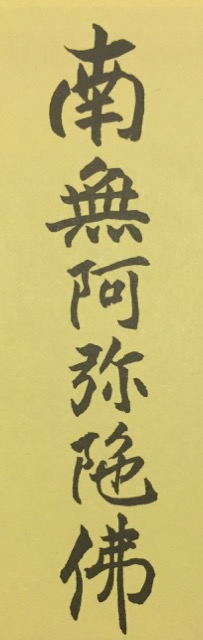
Dotisk fráze nien-fo napsaný Hónenem. Vytištěný v liturgické knize sekty Džódo šú.

Termín nien-fo je čínským překladem sanskrtského slova buddha-anusmrti („rozjímání nad Buddhou“). Nien-fo je fráze skládající se ze sanskrtského slova Namo (oddanost) a jména buddhy Amitábhy. Fráze se dá přeložit jako "utíkám se k buddhovi Amitábhovi".
| Jazyk        | Psaná forma                                         | Přepis                                         |
| ------------ | --------------------------------------------------- | ---------------------------------------------- |
| Sanskrt      | नमोऽमिताभाय बुद्धाय नमोऽमितयुसे बुद्धाय                           | Namo'mitābhāya Buddhāya Namo'mitāyuṣe Buddhāya |
| Čínština     | Tradiční:南無阿彌陀佛 Zjednodušená: 南无阿弥陀佛    | Nāmó Ēmítuófó                                  |
| Japonština   | Kandži:南無阿弥陀仏 Hiragana: なむ あみだ ぶつ      | Namu Amida Butsu                               |
| Korejština   | Hanča: 南無阿彌陀佛 Hangul: 나무아미타불            | Namu Amita Bul                                 |
| Vietnamština | Quốc ngữ: Nam mô A-di-đà Phật Chữ nôm: 南無阿彌陀佛 | Nam mô A-di-đà Phật                            |

Při samotné recitaci se často fráze zkracuje, v čínštině například pouze na Āmítuófó, v japonštině na Namu Amida Bu.

## Účel
Praxe recitace Amitábhova jména vychází ze 48 Amitábhových slibů, k jejichž splnění se zavázal, pokud se mu podaří dosáhnout buddhovství. Jeho 48 slibů je zaznamenaných v Delší Sukhávatí-vjúha sútře, nejdelší ze tří hlavních súter Buddhismu čisté země. Důležitý je hlavně 18. slib, který praví, že vnímavé bytosti, které se s upřímnou oddaností svěří Amitábhovi, přejí si znovuzrodit se v jeho Čisté zemi, a alespoň desetkrát vysloví jeho jméno, budou po smrti znovuzrozeny v jeho Čisté zemi (Sukhávatí); a 19. slib, který praví, že těmto vnímavým bytostem se před jejich smrtí zjeví Amitábha obklopený mnoha dalšími mudrci. Účelem recitace je tedy dosažení dostatečné úrovně samádhi, aby se vnímavé bytosti podařilo zrodit se v Čisté zemi. Samotná podoba recitace se liší podle tradic.

## Nien-fo v různých tradicích

### Čína
V čínské tradici je buddhismus Čisté země a praxe nien-fo silně synkretizována s Čchanem. Nien-fo je velice populární mezi laiky, a je považována za nejjednodušší a pro laiky nejpraktičtější cestu. Sü-jün, jeden z nejvýznamnějších buddhistických učitelů 20. století, zdůrazňoval důležitost upřímné víry v Amitábhu a naléhal na stoupence, aby usilovali o nepřerušené recitování a udržení Amitábhy ve své mysli, ideálně neustále. Sü-jün považoval metodu nien-fo za rovnocennou metodě chua-tchou školy Čchan. Tvrdil, že pro obě metody je důležité udržet mysl na jednom objektu, a po splynutí mysli a buddhy se mysl stane nezávislou na ostatních věcech a dojde k dosažení samádhi. Sü-jünův současník Jin-kuang, 13. patriarcha sekty Čisté země, odrazoval od čchanové meditace, protože je pro většinu lidí příliš obtížná a vybízel buddhisty k snaze o znovuzrození v Čisté zemi pomocí praxe nien-fo.
V Číně se Āmítuófó v buddhistickém prostředí také často používá jako pozdrav.

### Japonsko
V Japonsku je nien-fo centrální praxí pro sektu Džódo šú, založenou mnichem Hónenem, a sektu Džódo šinšú, založenou Hónenovým žákem Šinranem. Hónen vycházel ze spisů čínského mnicha Šan-taa (zakladatele organizované sekty Čisté země v Číně), který prosazoval, že znovuzrození v Amitábhově Čisté zemi je možné pomocí pouhé recitace. V Džódo šinšú je recitace nien-fo ultimátní praxí, vycházející z přesvědčení, že lidé nejsou schopni pokročit na cestě k buddhovství jinak než tou nejjednodušší cestou, spolehnutí se na Amitábhu.
Džódo šinšu interpretuje metodu recitace mírně odlišněji. K spasení postačuje pouhá upřímná víra v Amitábhu, a recitace Amitábhova jména je pouhým projevem vděčnosti Amitábhovi.

## Metody recitace
Existuje obrovské množství metod recitace, v sedě, ve stoje, za chůze, potichu, nahlas atd.
Čínský mnich Šan-tao považoval hlasitou recitací za nejvíce důležitou.
K počítání recitací se často využívají meditační korále, mála. První čínský mnich, který propagoval využití této pomůcky byl Tao-čchuo. V Džódo šú se k počítání využívá speciální druh korálů, vynalezený Hónenovým žákem Awanosukem.